# Hortus Botanicus Amsterdam
Hortus Botanicus Amsterdam – jeden z najstarszych ogrodów botanicznych na świecie, założony w 1638 roku. Znajduje się na przedmieściach Amsterdamu w Plantage. W kolekcji ogrodu znajduje się około 4 tysięcy gatunków roślin.
Idea utworzenia ogrodu botanicznego w Amsterdamie narodziła już w 1618 roku. Wówczas to grupa farmaceutów i lekarzy wnioskowała o jego powołanie w celu poprawienia znajomości roślin leczniczych. Ogród powstał po decyzji rady miejskiej Amsterdamu 12 listopada 1638 roku. Zmieniał kilkukrotnie położenie w związku z ekspansją miasta i ostatecznie trafił na stałe miejsce w 1682 roku. Do jego rozwoju w XVII wieku przyczynił się zwłaszcza kupiec i botanik Jan Commelin (1629–1692) oraz burmistrz Amsterdamu Joan Huydecoper van Maarsseveen (1625–1704). Na terenie ogrodu znajduje się kilka zabytkowych obiektów. Pawilon heksagonalny pochodzi z końca XVII wieku, brama wejściowa z początku XVIII wieku, oranżeria zbudowana została w 1875 roku, z początku XX wieku pochodzi palmiarnia i laboratorium Hugo de Vriesa.
Ogród jest od 1987 roku placówką niezależną. Zatrudnionych jest w nim ok. 35 pracowników wspieranych przez kilkudziesięciu wolontariuszy. Instytucja funkcjonuje dzięki dochodom z opłat wejściowych, kawiarni i sklepu, centrum spotkań oraz dotacjom osób prywatnych i instytucji. 

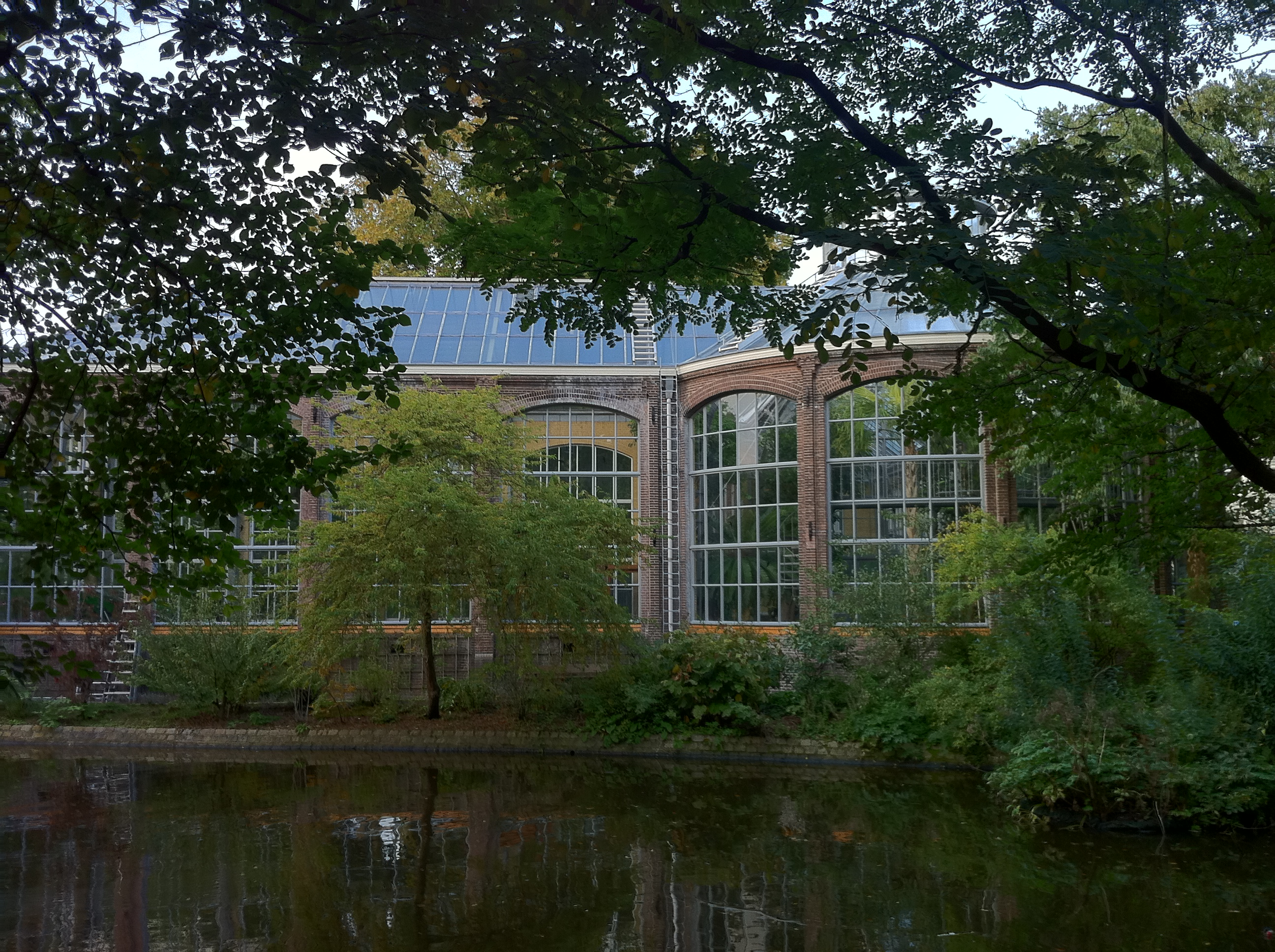
Zabytkowy pawilon
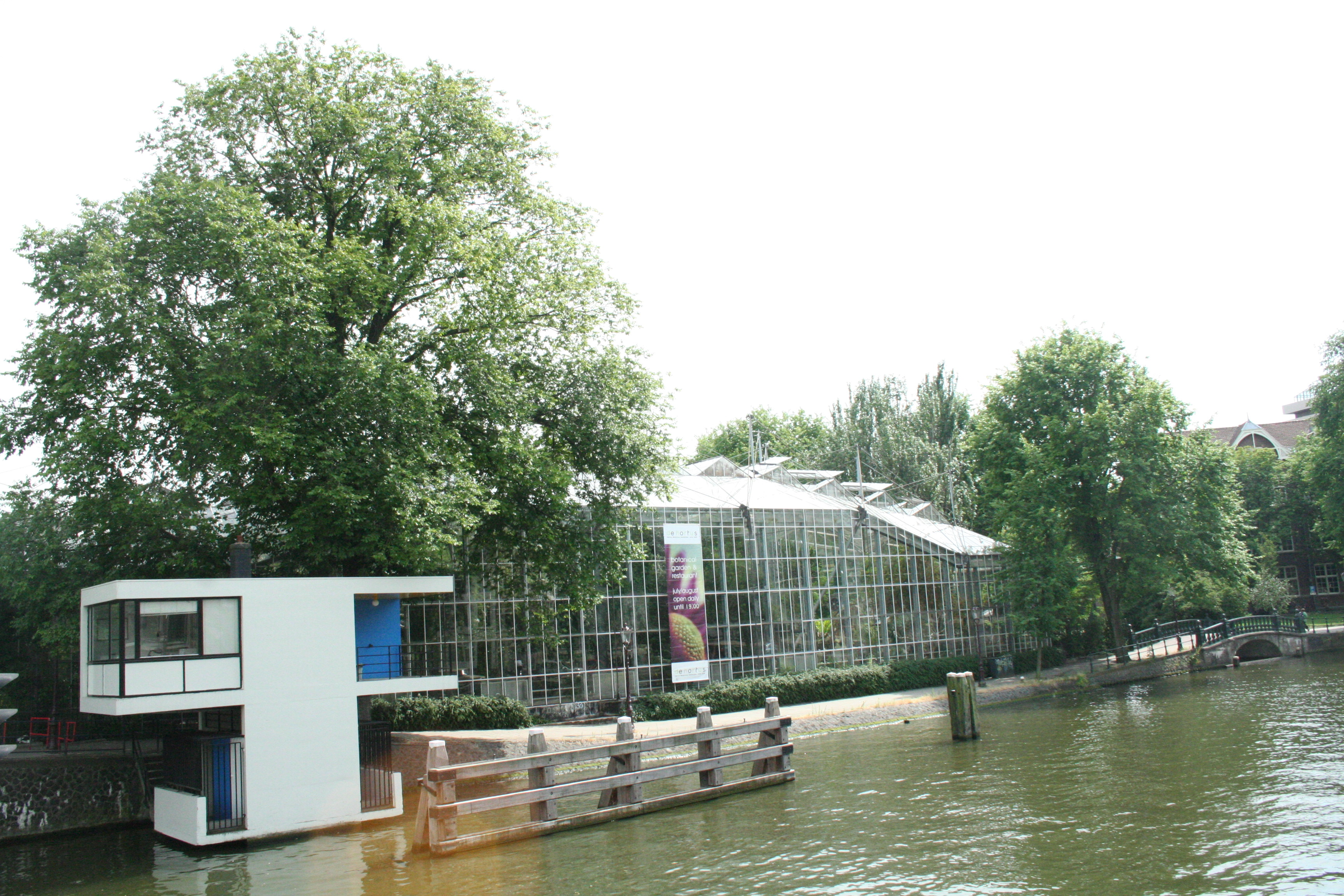
Wejście do ogrodu
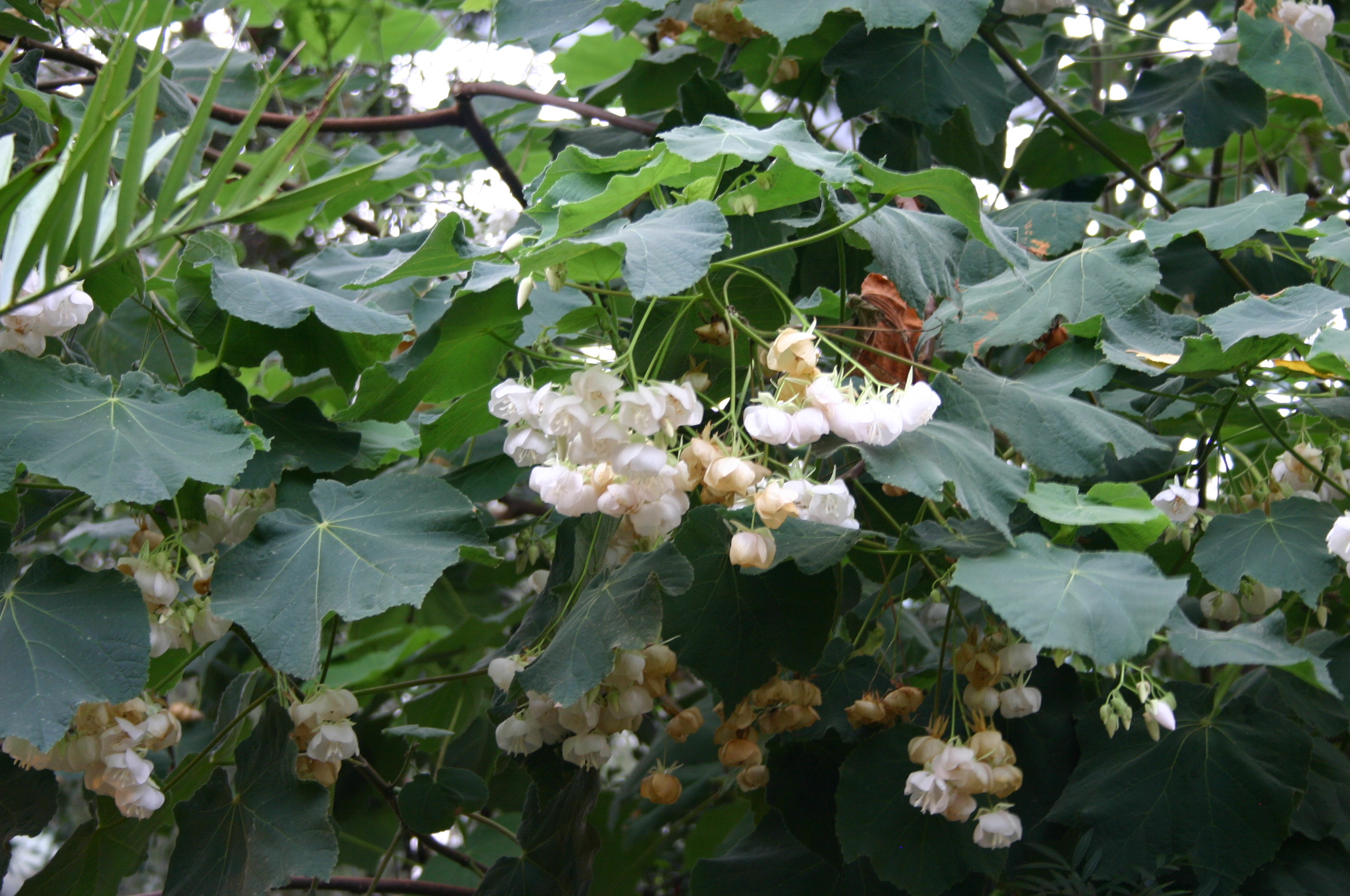
Jedna z roślin z kolekcji – Dombeya burgessiae